# Język nedebang
Język nedebang, także klamu, balungada – język papuaski z grupy alor-pantar, używany w indonezyjskiej prowincji Małe Wyspy Sundajskie Wschodnie, jeden z języków wyspy Pantar. Według danych szacunkowych z 2004 r. posługuje się nim 200 osób.
Jego użytkownicy zamieszkują miejscowości Baulang (Baolang), Balungada i Air Panas w północno-wschodniej części wyspy. Nie zarejestrowano większych różnic dialektalnych.
Poważnie zagrożony wymarciem, nie jest szeroko używany w żadnych sferach życia. Preferowane środki komunikacji to malajski alorski i indonezyjski. W 2004 r. odnotowano, że osoby w wieku poniżej 40 lat nie mają dobrej znajomości tego języka (a najmłodszemu pokoleniu jest on prawie zupełnie nieznany). Część mieszkańców wsi Balungada zna też język teiwa, a w Air Panas i Baulang używany jest również alorski w odmianie baranusa (język migrantów).
Określenie „nedebang” pochodzi od nazwy dawnej wsi. „Klamu” to nazwa jednego z klanów.
Sporządzono krótki opis jego gramatyki (Nedebang, w: The Papuan languages of Timor-Alor-Pantar: Sketch grammars, 2020) .